# Io sono Babbo Natale
Io sono Babbo Natale è un film italiano del 2021 scritto e diretto da Edoardo Falcone.
Ha come interpreti protagonisti Marco Giallini e Gigi Proietti; si tratta dell'ultima interpretazione di Proietti, morto un anno prima dell'uscita del film.

## Trama
Roma, Natale 1975. Il piccolo Ettore Magni non trova sotto l'albero i regali che ha chiesto, come puntualmente gli accade ogni anno, e, arrabbiato con Babbo Natale, gli scrive una nuova letterina dicendogli di voler prendere il suo posto e di essere davvero buono.
Nel 2019, Ettore è diventato un delinquente che conduce una vita allo sbando ed è perennemente arrabbiato con tutto e con tutti; incarcerato per una rapina e rilasciato con due anni di anticipo per buona condotta, i suoi complici lo sbattono fuori dal loro covo senza ripagarlo anche se lui non ha mai rivelato a nessuno la loro identità. Ettore si ritrova quindi squattrinato, senza amici, senza un posto dove stare e senza nessuno che possa ospitarlo, in quanto l'ex compagna Laura, con la quale ha avuto una figlia, lo ha lasciato a seguito del suo arresto.
Mentre Ettore sta dormendo in un parco, un anziano signore di passaggio gli lascia dei soldi ed Ettore lo segue fino alla sua abitazione, dove l'uomo, il signor Nicola Natalizi, lo fa accomodare e gli offre ospitalità. Appena Nicola si distrae, Ettore lo colpisce e lo immobilizza nel tentativo di derubarlo, chiedendogli la combinazione per aprire la cassaforte, cioè la data di nascita di Nicola, dalla quale risulta che egli avrebbe quasi 125 anni; Ettore apre la cassaforte e all'interno di essa trova soltanto una piccola chiave, che Nicola gli dice essere quella del ripostiglio della cucina, quindi Ettore, perplesso, apre il ripostiglio e scopre che esso nasconde l'accesso ad un enorme magazzino pieno di giocattoli. Chiede quindi spiegazioni su tutto ciò a Nicola, che gli rivela di essere il vero Babbo Natale e di essersi trasferito a Roma dalla Lapponia una cinquantina d'anni prima, in quanto il freddo gli stava procurando molti reumatismi. Poco dopo Nicola ha un malore, cade e si procura una brutta slogatura al ginocchio, così Ettore lo porta all'ospedale. Dal momento che Nicola deve stare a riposo per qualche settimana, quindi non può consegnare i doni, e che il re-inserimento nella società di Ettore è affidato proprio a Laura, impiegata dei servizi sociali, che lo odia ancora per tutte le sue malefatte, promettendo a Nicola che non delinquerà più e facendo credere a Laura che Nicola sia un anziano con problemi psichiatrici e non auto-sufficiente, Ettore ottiene di poter vivere a casa di Nicola e di poter lavorare come suo aiutante e, frequentando l'ufficio di Laura, conosce per la prima volta nella sua vita la figlia Alice, la quale gli dice che Laura si sta separando anche dal suo nuovo compagno Luciano, padre adottivo della bambina.
Nei giorni successivi a casa di Nicola arrivano gli elfi, che come da tradizione aiutano Babbo Natale nel suo lavoro; Ettore, inizialmente scettico sul fatto che Nicola sia davvero Babbo Natale, si ricrede quando egli gli mostra di avere davvero tutti i poteri caratteristici di Babbo Natale e lo porta in giro per il mondo a bordo della sua slitta, non più trainata dalle renne ma iper-tecnologica ed in grado di volare a 12 000 chilometri orari. Ettore domanda se sia possibile per lui diventare Babbo Natale e Nicola risponde che per diventarlo si deve essere buoni, altruisti e generosi. A questo punto Ettore inizia di nascosto a usare il costume e i poteri magici di Babbo Natale per compiere furti: quando lo indossa, infatti, diventa invisibile agli adulti ma non ai bambini, può attraversare i muri e muoversi rapidamente nei camini, comprende tutte le lingue del mondo (per poter leggere tutte le letterine) e può usare lo speciale sacco a capienza infinita e senza peso di Babbo Natale. Una sera, sfruttando tali poteri, Ettore va a trovare Alice (alla quale aveva raccontato di essere l'aiutante di Babbo Natale) in casa sua, e la bambina gli consegna la sua letterina per Babbo Natale, in modo che arrivi prima a destinazione; tuttavia Laura, che stava iniziando a ricredersi sul suo conto, sentendo il racconto di Alice, lo scopre e lo allontana arrabbiatissima da lei e dalla figlia.
Ettore, sempre indossando l'abito da Babbo Natale, deruba anche i suoi vecchi complici, ma la figlia del capo rivela di averlo visto, quindi i delinquenti entrano nella casa di Nicola alla ricerca della refurtiva, mettendo a soqquadro il magazzino, ma Ettore li mette al tappeto e li porta al commissariato di Polizia, facendoli arrestare in modo tale che sembra che si siano consegnati spontaneamente. Nicola a questo punto confida ad Ettore di aver solo finto di essersi sentito male, per cercare di farlo cambiare, ma Ettore, ancora troppo egoista per via della pessima educazione ricevuta dai genitori, che gli requisivano sempre i regali che Nicola gli portava ogni Natale per poi rivenderli, non era cambiato per niente, quindi dovrebbe lasciare la casa di Nicola. Nel frattempo gli elfi hanno restituito tutta la refurtiva che Ettore aveva nascosto. Ettore, tentando di redimersi, rimette in ordine il magazzino, quindi Nicola decide di perdonarlo e gli restituisce la letterina di Alice, dicendogli che non può esaudire il desiderio della bambina, la quale ha scritto di desiderare soltanto che Laura e Luciano tornino insieme.
A quel punto Ettore, pungolato da Nicola, riesce a far sì che Luciano passi il Natale con Laura e Alice, inseguendolo e portandolo da loro con un'auto rubata. Ritorna poi da Nicola, ma non lo trova in casa. Scendendo nel magazzino, Ettore trova una tavola imbandita ed una lettera di Nicola, che gli viene consegnata dagli elfi, in cui il vecchio gli rivela che, rendendosi conto che stava invecchiando e desiderando trovare un sostituto, aveva scelto Ettore dopo la letterina che gli aveva scritto più di quarant'anni prima, rendendosi conto che in fondo Ettore nasconde un animo buono, anche se sembra sempre dimostrare il contrario. Ettore quindi consuma la deliziosa cena preparata dagli elfi per poi indossare il costume da Babbo Natale e salire sulla slitta per andare a consegnare i regali ai bambini di tutto il mondo, mentre Nicola può finalmente andare in pensione e godersi la vecchiaia.

## Produzione
Le riprese del film sono iniziate a Roma a gennaio del 2020.

## Promozione
Il primo trailer è stato diffuso il 4 ottobre 2021.

## Distribuzione
È stato presentato in preapertura alla Festa del Cinema di Roma 2021 il 13 ottobre 2021. 
Il film è uscito il 3 novembre 2021, a un anno e un giorno dalla morte di Gigi Proietti. Il 24 dicembre 2022 la pellicola viene trasmessa per la prima volta in chiaro in prima TV su Rai 1.